# Asia MotorWorks

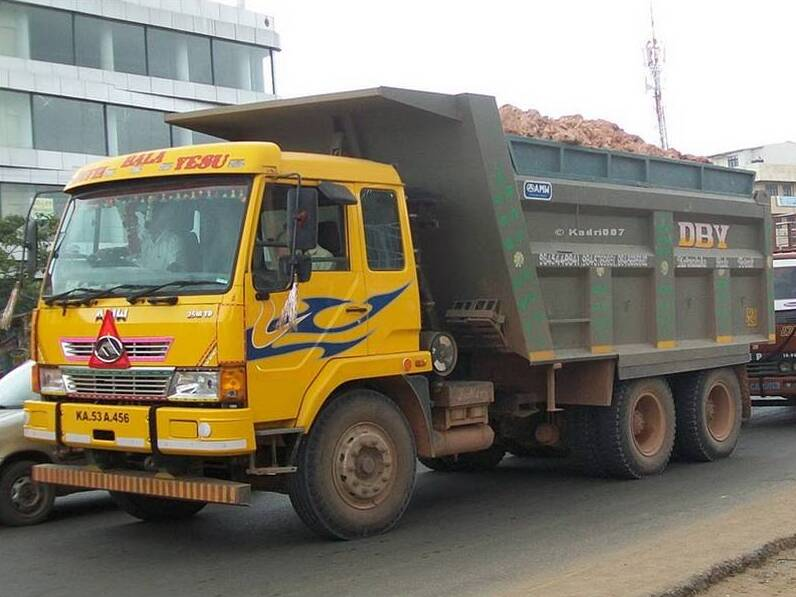
AMW 2518

Asia MotorWorks Ltd. (AMW) ist ein indisches Automobilunternehmen, das Nutzfahrzeuge und Autoteile herstellt. AMW wurde 2002 gegründet und hat bei den NDTV Profit Car and Bike Awards den Preis für das Nutzfahrzeug des Jahres 2008 und beim CV Magazine & Zee Business News die Auszeichnung „CV Innovation of the Year“ für 2010 gewonnen.

## Betrieb
Die Produktpalette von AMW deckt eine Reihe von Schwerlastanwendungen in den Bereichen Bergbau, Bauwesen, Energie, Erdöl, Straßen und Autobahnen, andere Infrastrukturprojekte und Stückguttransport ab.
Die Lkw von AMW basieren auf dem japanischen Mitsubishi Fuso The Great aus den Jahren 1983–1996.
Die Produktionsstätte des Unternehmens in Bhuj, Westindien, erstreckt sich über eine Fläche von 2 Millionen Quadratmetern und produziert Fahrzeuge für eine Reihe von zivilen und militärischen Anwendungen. AMW hat über 20 Milliarden Rupien in das Werk investiert und verfügt über eine Produktionskapazität von 50.000 Fahrzeugen pro Jahr. Darüber hinaus stellt AMW in seinem Werk Kipperaufbauten, Anhänger und andere fertig gebaute Fahrzeuge her.
Die Fertigung umfasst die Montage, Achsen und Antriebsstränge, eine Rahmenwerkstatt und automatisierte Kabinenlackieranlagen.
Die Fahrzeuge von AMW werden in die Länder des Südasiatischen Verbands für regionale Zusammenarbeit exportiert, darunter Nepal, Bhutan, Bangladesch und Myanmar.
AMW stellt Komponenten für die Automobil- und die allgemeine Maschinenbauindustrie her. Mit einer Kapazität von 15 Millionen Felgen ist AMW das größte Werk an einem Standort in Asien. Das Unternehmen liefert gepresste Metallkomponenten an die Automobil- und Haushaltsgerätehersteller der Welt. AMW hat über 1500 Kontaktstellen in ganz Indien.